# معركة ضورليم (1097)
معركة ضورليم أخذت معركة ضورليم مكان أثناء الحملة الصليبية الأولى في 1 يوليو 1097، بين الصليبيين والأتراك السلاجقة، بالقرب من مدينة ضورليم في الأناضول.

## المعركة
استأنف الصليبيُّون زحفهم في أواخر شهر حُزيران (يونيو) 1097م، عبر فريجيا، مُتخذين الطريق الروماني العتيق الذي يمُرُّ في ضورليم وفيلوميليوم وقونية وُصُولًا إلى طرسوس، وصحبتهم سريَّة من الجُنُود البيزنطيين بِقيادة تاتيكيوس المشهور بِخبرته وتجرُبته. وأقدم قادة الزحف على تقسيم جيشهم إلى قسمين لِتسهيل تموينه أثناء السير والقضاء على المُقاومة الإسلاميَّة في أكبر مساحةٍ مُمكنة، فتكوَّن القسم الأوَّل من النورمان والآخر من الفرنجة، وتقرَّر أن يلتقيا في ضورليم بعد أن يسيرا بِشكلٍ مُتوازٍ على بُعد سبعة أميال، وأن يفصل بينهما مسيرة يومٍ واحد. وصل القسم الأوَّل من الجيش المذكور قُرب خرائب مدينة ضورليم يوم 27 رجب المُوافق فيه 30 حُزيران (يونيو)، وضربوا مُعسكرهم في تلك الناحية، ففاجئهم المُسلمون بِقيادة قلج أرسلان وطوَّقوهم وباشروا بِالضغط عليهم. وجرى اشتباكٌ بين الطرفين أسفر عن انتصار الصليبيين رُغم أنَّ كفَّة المُسلمين رجحت في بداية المعركة التي استمرَّت عدَّة ساعات وقُتل فيها خلقٌ كثير من الصليبيين، لكن سُرعان ما وصل القسم الآخر من الجيش الصليبي واشترك في القتال، فانسحب قلج أرسلان إلى داخل الأناضول بعد أن حوصر الجناح الأيسر لِجيشه، فاستولى الصليبيُّون على المدينة.

## ما بعد المعركة
كان لِواقعة ضورليم تأثيرٌ بالغ السوء على أوضاع السلاجقة، إذ بهزيمتهم خسروا بعض ما كسبوه خلال أكثر من عشرين سنة مُنذُ معركة ملاذكرد، وأدرك قلج أرسلان أنَّ لا جدوى من المُحاولة لِوقف الزحف الصليبي، فلجأ مع أتباعه إلى التلال بعد أن خرَّبوا القُرى لِحرمان الصليبيين من الاستفادة من خيراتها. كما شكَّلت هذه الهزيمة طعنةً قاتلةً لِهيبة السلاجقة ومكانتهم في الأناضول، وأعادت رسم خريطة المنطقة، إذ بينما كانت الحُدُود السُلجُوقيَّة - البيزنطيَّة تمُرُّ في سنة 478هـ المُوافقة لِسنة 1085م، في مدينتيّ نيقية ونيقوميدية على مسافةٍ قصيرةٍ من بحر مرمرة ومضيق البوسفور، عادت جميع بلاد بيثينيا وليديا وفريجيا وإيونية تحت جناح الإمبراطوريَّة البيزنطيَّة، واستمرَّت تحيا في ظلِّها من جديد نحو ثلاثة قُرُونٍ ونصف.